# La Seule Chose indispensable
La Seule Chose indispensable (titre original : The Necessary Thing) est une nouvelle de science-fiction humoristique écrite par Robert Sheckley.

## Publications

### Publications aux États-Unis
- Galaxy Science Fiction, Juin 1955[1].

### Publications en France
- Galaxie no 25, Septembre 1955[1].
- Le Livre d'or de la science-fiction : Robert Sheckley (p. 49 à 64 du recueil), 1980 aux éditions Presses Pocket, collection Science-fiction, no 5075  (ISBN 2-266-00880-3) et 1987
- Le Grand Temple de la S-F, avec pour titre Tu brûles !, 1990 aux éditions Presses Pocket, collection , no 5075.

### Autres publications
La nouvelle a été publiée :
- en Italien :
  - L'unica cosa veramente necessaria (1958) ;
  - Tutto quel che serve (1971) ;
- en allemand :
  - Die Wunschmaschine (1968) ;
  - Was man wirklich braucht (1969) ;
- en néerlandais :
  - Net Wat We Nodig Hadden (1971).

## Résumé
Gregor et Arnold s'apprêtent à quitter la Terre avec leur vaisseau spatial. Arnold a eu une idée qu'il trouve géniale : il a acquis un Configurateur, une machine capable de créer, de synthétiser, à partir de rien, n'importe quel objet dont on a besoin. Ils font plusieurs essais : effectivement, la machine leur fabrique tout ce qu'ils demandent, y compris de la matière vivante. Selon Arnold, c'est la « seule chose indispensable » à bord du vaisseau, puisque grâce à ce Configurateur, il n'est plus besoin d'emporter des tonnes de vivre, de carburant, de matériel de rechange, d'où un immense gain de poids et d'argent.
Les deux hommes quittent la Terre. Quand ils arrivent sur Denett, une planète inexplorée, ils ont des problèmes mécaniques ; ils ont notamment besoin, pour réparer le vaisseau, de 10 plaques de propulsion en acier. La machine leur en remet une. Ils ne tardent pas à découvrir que si le Configurateur peut créer n'importe quoi, en revanche il ne le fait qu'en un seul exemplaire… 
Les deux hommes sont donc bloqués sur la planète hostile. Arnold a soudain une idée fulgurante : la machine est idiote, et il faut « l'éduquer ». Il faut donc lui apprendre qu'on peut avoir du plaisir à créer deux fois la même chose, et même plusieurs fois. Il faut donc apprendre au Configurateur le principe de plaisir qui permettra qu'elle fabrique à plusieurs exemplaires certains objets indispensables. Effectivement, le Configurateur va apprendre le principe de plaisir. Pour sa part Gregor a une autre idée : il demande au Configurateur de créer un autre Configurateur, qui lui-même va créer un autre Configurateur, et ainsi de suite. On obtiendra en fin de compte neuf autres Configurateurs : chacun d'eux produisant une plaque de propulsion en acier, leur problème semble résolu. Effectivement, la machine va se répliquer en un autre exemplaire, qui va se répliquer en un autre exemplaire, etc., chacun d'eux fournissant une plaque de propulsion. Ils quittent donc la planète et reviennent sur Terre.
De retour aux États-Unis, ils se disent que leur fortune est faite : chaque Configurateur pouvant notamment donner naissance à un autre Configurateur et à d'autres biens rares et précieux, ils ont donc une capacité de vente potentiellement illimitée de ces machines et des biens créés par elles. Ils vont enfin s'enrichir ! Mais, atterrés, ils découvrent vite que les Configurateurs ont trop vite et trop bien assimilé le principe de plaisir : chacun des Configurateurs créé ne parvient plus qu'à « donner naissance » à un autre Configurateur… et à rien d'autre !